# Michael Stipe
Michael Stipe (født 4. januar 1960) er en amerikansk sanger og grundlægger af R.E.M., som han var forsanger i til bandets opløsning i 2011. Stipe og R.E.M. beskæftigede sig primært med musik inden for alternativ rock.